# Qutadghu bilig
Qutadghu bilig eller Kutadgu bilig ("lyckans visdom") är ett poetiskt verk från qarakhand, en turkstat i centralasien som också är känt som Kara-Khanid khanatet.
Qutadghu bilig författades 1069 av Yusuf av Balasaghun som var privatsekreterare till den qarakhanidiske härskaren. Verket Qutadghu bilig är en intressant syntes av olika kulturella lager som förmodligen var förhanden i 1000-talets Centralasien. Det första lagret är islamiskt där författaren traditionsenligt öppnar med en formulering som hyllar Allah och profeten Muhammed. Det andra är ett politiskt och filosofiskt budskap som använder sig av två kompletterande traditioner. Den ena är den iranska kungatraditionen och relationerna mellan härskaren, hans ministrar och folket. Den andra är en turkisk tradition grundad på principen att härskaren måste styra rättvist. Här finns kopplingen till mandatet från Tengri som förpliktigar härskaren att styra med folkets bästa för ögonen. Han är ansvarig för sina handlingar och missköter han sig kan mandatet att styra gå förlorat. Det tredje inslaget sätter en lokal prägel som uttrycks i den poetiska formen och det turkiska språket med den vackra beskrivningen av hemlandet och naturens uppvaknande på våren, livsglädjen hos alla levande ting och åsynen av en karavan på Sidenvägen på sin väg från Kina.